# Perú.com
Perú.com es un portal de Internet peruano. Fue fundado el 24 de junio de 1997, casi tres años después de registrar el dominio, por Juan Francisco Rosas. Hasta 2010 fue administrado por la organización privada Interlatin Corporation, hasta su adquisición en ese año por Orbis Ventures S.A.C, una empresa del Grupo El Comercio, en que se mantuvo a Rosas como director del sitio web.
En sus primeros años, el sitio web constó de una serie de servicios en línea, de las cuales incluye noticias, segmentos de viajes y directorio de trabajo. Sobre las noticias, se basan en tópicos económicos, deportivos y espectáculos, que estuvo en la dirección a Cecilia Valenzuela; además de recibir financiamiento por servicios comerciales como diseño web. La novedad de ese entonces fue la gestión de publicaciones a través del CMS propietario Autonoticias, que facilitó el archivo de contenido mientras se añadía una nueva publicación, posteriormente replicado en su vecino Bolivia.com. Parte de la información fue ofrecida por operadores de teléfonos móviles para recibir últimas noticias. Este medio exclusivamente digital fue muy consultado por los cibernautas: con un récords de 18 millones de visitas mensuales en 2002, 11 a 16 en 2005, y 11.4 en 2015.
Se mantuvo entre los tres portales más visitados del país, por debajo de Terra y posteriormente de las ediciones en línea de RPP y El Comercio. Cuyo público proviene mayoritariamente de peruanos residentes en el extranjero.
En 2014 obtuvo el medio recibió el premio DIGI como «mejor medio digital», que organizó la sucursal peruana de Interactive Advertising Bureau.